# Johannishus (Schiff)
Die Johannishus war ein schwedischer Öltanker und späterer Massengutfrachter, der zweimal in Brand geriet.

## Einzelheiten
Der Tanker wurde 1952 von der Werft Kockums Mekaniske Verksted in Malmö für J. Malmros' Trelleborgs Ångfartygs A/B in Trelleborg gebaut.
Am 9. Juni 1955 kollidierte das Schiff beladen mit mehreren tausend Tonnen Rohöl etwa 25 Seemeilen vor den Goodwin Sands mit dem etwas kleineren und ebenfalls mit Öl beladenen panamaischen Tanker Bucanneer. Die Johannishus wurde bei der Havarie auf der Backbordseite des Vorderschiffes getroffen. Das auslaufende Öl entzündete sich und setzte beide Schiffe in Brand, das Feuer auf der Bucanneer konnte jedoch nach etwa zwei Stunden gelöscht werden. Die Bucanneer konnte mit eigener Kraft den nächsten Hafen anlaufen. Von der 43-köpfigen Besatzung des Tankers wurden zunächst 21 Männer und eine Frau durch andere Schiffe gerettet. Ein geborgenes Besatzungsmitglied verstarb kurz darauf an Land. Rund sieben Stunden nach der Kollision meldete das vor Ort verbliebene Seenotrettungsboot der Station Ramsgate, das keine Möglichkeit für weitere Überlebende mehr bestand.
Nach der Reparatur der Johannishus bei der Rotterdamsche Droogdok Maatschappij und weiterer Fahrt erwarb die Gibson Shipping Company aus Macao das Schiff im Jahr 1964 und ließ es als Juney Log für die Montana Shipping Company aus Panama eintragen. Im Jahr darauf wurde es in Yokohama zum Massengutschiff umgebaut und neu vermessen. Nachdem das Schiff 1970 von der Overland Trust Bank in Lugano übernommen worden war, ließ diese den Frachter als Sirena für die Inter-Union Shipping Company aus Panama eintragen.
Am 19. August 1972 lief das Schiff auf einer Reise von Safi nach Reni mit Phosphat nach einem Ruderversagen rund 70 Seemeilen südlich von Casablanca auf der Position 33,12°N; 008,37°W auf Grund und geriet danach in Brand. Das Schiff brannte aus und wurde am 5. September wieder aufgeschwommen und traf am 15. September in La Spezia ein. Dort wurde das Schiff zum Totalschaden erklärt und zum Abbruch verkauft. Die Verschrottung begann Anfang März 1973 bei Vado Scali e Bacini in Vado Ligure.